# Bòstar (general)
Bòstar o Bòstor (en grec antic Βώσταρ; Βώστωρ, segons Polibi, o Βοδόστωρ, segons Diodor de Sicília) va ser un general cartaginès que unit a Hamílcar i Hàsdrubal, va dirigir les forces cartagineses enviades contra Marc Atili Règul quan aquest va envair l'Àfrica el 256 aC durant la Primera Guerra Púnica.
Els generals cartaginesos es van mostrar incompetents davant dels romans, i en lloc de combatre a les planes amb la cavalleria i els elefants, que els donaven superioritat, es van retirar a les muntanyes on aquests elements no tenien utilitat, i van ser derrotats prop de la ciutat d'Adis amb una gran matança en el conflicte conegut com la batalla d'Adis. Els tres generals van ser fets presoners.
Després de la mort de Règul, els general Bòstar i Hamílcar van ser alliberats i entregats a la seva família que els va imposar un càstig tan brutal que Bòstar va morir. Aquest tractament cruel va fer molt d'impacte a Roma, i els fills de Règul van creure convenient cremar el cos de Bòstar i enviar les cendres a Cartago.